# Brachyglenis trichroma
Brachyglenis trichroma är en fjärilsart som beskrevs av Adalbert Seitz 1920. Brachyglenis trichroma ingår i släktet Brachyglenis och familjen Riodinidae. Inga underarter finns listade i Catalogue of Life.